# کرایبورگ
کرایبورگ (به آلمانی: Kraiburg) یک شهر در آلمان است که در بایرن واقع شده‌است.

## خصوصیات
کرایبورگ ۲۷٫۵۶ کیلومترمربع مساحت دارد ۴۶۲ متر بالاتر از سطح دریا واقع شده‌است.